# ليو بيرنت
ليو بيرنت (بالإنجليزية: Leo Burnett)‏ هو صانع إعلانات ‏ وصحفي وشخصية أعمال أمريكي، ولد في 21 أكتوبر 1891 في سانت جونز في الولايات المتحدة، وتوفي في 7 يونيو 1971 في ليك زوريخ في الولايات المتحدة.
كان برنت مسؤول عن اشياء أكثر الاعلانات المستندة على شخصيات شهرة في القرن الـ20 حيث يعتبر الأب الروحي للشخصيات الاعلانية مثل النمر توني (Tony the Tiger) ورجل المارلبورو (Marlboro Man) وغيرها من الشخثيات.

## السيرة الذاتية
ولد ليو بورنيت في سانت جونز، ميشيغان، في 21 أكتوبر 1891. كان ابوه; نوبل برنت يدير متجرًا للاقمشة، وعندما كان شابًا، عمل برنيت مع والده حيث كان يشاهد نوبل وهو يصمم إعلانات للشركة. بعد المدرسة الثانوية، ذهب برنيت لدراسة الصحافة في جامعة ميشيغان وحصل على درجة البكالوريوس في عام 1914.
بعد تخرجه عمل لبرنت كمراسل لصحيفة بيوريا جورنال ستار في بيوريا بإلينوي. في عام 1917 انتقل إلى ديترويت وتم تعيينه لتحرير المنشورات الداخلية لشركة كاديلاك موتور وكاديلاك كليرينج هاوس، وأصبح لاحقًا مديرًا إعلانيًا لتلك المؤسسة. التقى برنيت في كاديلاك بمعلمه الإعلاني ثيودور ماكمانوس، الذي أطلق عليه برنيت «أحد أعظم رجال الإعلان في كل العصور». أدار ماكمانوس الوكالة التي تولت العمل على إعلانات كاديلاك.
في عام 1918 تزوج برنيت نعومي جيديس. التقى الزوجان في مطعم بالقرب من مكاتب كاديلاك حيث كانت نعومي أمينة صندوق. وانجب الزوجين ثلاثة أطفال: بيتر وجوزيف وفيبي.
خلال الحرب العالمية الأولى انضم برنت إلى القوات البحرية لمدة ستة أشهر. عاد بورنيت إلى كاديلاك. شكل عدد قليل من الموظفين في كاديلاك شركة LaFayette Motors - مما دفع برنت للانتقال إلى إنديانابوليس للعمل في الشركة الجديدة. وسرعان ما عُرض عليه منصب مع هومر ماكي. ثم غادر LaFayette وانضم إلى McKee ، حيث قال برنت عن المؤسس، "لقد أعطاني أول شعور بما أصبحت أعتبره" البيع الدافئ "على عكس" البيع الصعب "و" البيع الناعم" وكانت هذه أول وظيفة له في الوكالة. 
بعد قضائه لعقد في McKee's، والعمل خلال فترة انهيار سوق الأسهم عام 1929، غادر بورنيت الشركة. في عام 1930، انتقل إلى شيكاغو وتم التعاقد معه من قبل Erwin ، Wasey & Company ، حيث عمل لمدة خمس سنوات.
في عام 1935، أسس برنت شركة Leo Burnett Inc. اليوم، لدى الوكالة أكثر من 9000 موظف في أكثر من 85 مكتبًا حول العالم.
في 7 يونيو 1971، ذهب برنت إلى وكالته، وتعهد للزملاء بالعمل ثلاثة أيام في الأسبوع بسبب مشاكل صحية. في ذلك المساء، عن عمر يناهز 79 عامًا، توفي بنوبة قلبية في مزرعة عائلته في هاوثورن وودز، إلينوي ودفن في مقبرة روزهيل في شيكاغو.

## شركة ليو برنت
تأسست كشركة خاصة في عام 1935 وتعمل رسميًا تحت اسم "Leo Burnett Company Inc."، وبدأت الوكالة برأس مال عامل قدره 50,000 دولار أمريكي وثمانية موظفين وثلاثة عملاء. تعد Leo Burnett الآن جزءًا من Publicis Groupe، وهي واحدة من أكبر شبكات الوكالات التي لديها 85 مكتبًا في 69 دولة وأكثر من 9000 موظف.

## وصلات خارجية
- ليو بيرنت على موقع الموسوعة البريطانية (الإنجليزية)
- ليو بيرنت على موقع إن إن دي بي (الإنجليزية)